# Luxor Hotel
Luxor Hotel is een hotel en casino in Las Vegas (Nevada, Verenigde Staten). Het hotel is gevestigd aan de Las Vegas Boulevard, beter bekend als The Strip. Het is eigendom van de MGM Resorts International en geopend op 15 oktober 1993.

## Bouwwerk
Het thema van het hotel is het oude Egypte en is vernoemd naar de Egyptische stad Luxor. Deze stad is bekend om zijn tempels en ligt vlak bij de Vallei der Koningen. Hier is echter geen piramide te vinden.
Het gebouw is een voorbeeld van Postmodernistische architectuur. Het is een glazen kopie van de Piramide van Cheops. Het gebouw is wel kleiner (111 meter) dan zijn Egyptische voorbeeld (143 meter).De hal van het hotel heeft een volume van 820.000 kubieke meter en is daarmee de grootste hal ter wereld. Aan de voorzijde van het hotel staat een sfinx. In 1998 is het hotel uitgebreid met twee gebouwen, de zogenaamde East- en West-tower.
Het hotel is zowel met een monorail, als middels walkways verbonden met de beide naastgelegen casino's: Mandalay Bay en Excalibur.
Het hotel heeft 4407 kamers en heeft als speciale attractie een IMAXtheater. Verder is de graftombe van Toetanchamon nagebouwd. Op het dak staat een zoeklicht dat vanuit een vliegtuig boven Los Angeles al gezien kan worden. Het licht trekt honderden motten, en hierdoor lijkt het vaak alsof het sneeuwt boven het hotel.
Het hotel staat op de vijfde plaats van de lijst grootste hotels in Las Vegas; het staat op de 9e plaats op de lijst van grootste hotels ter wereld.
Sinds medio 2020 doen hardnekkige geruchten de ronde dat men het hotel, met het naastgelegen Excalibur hotel, voornemens is in 2022 te slopen en te vervangen door meer eigentijdse hotels.

## Fotogalerij

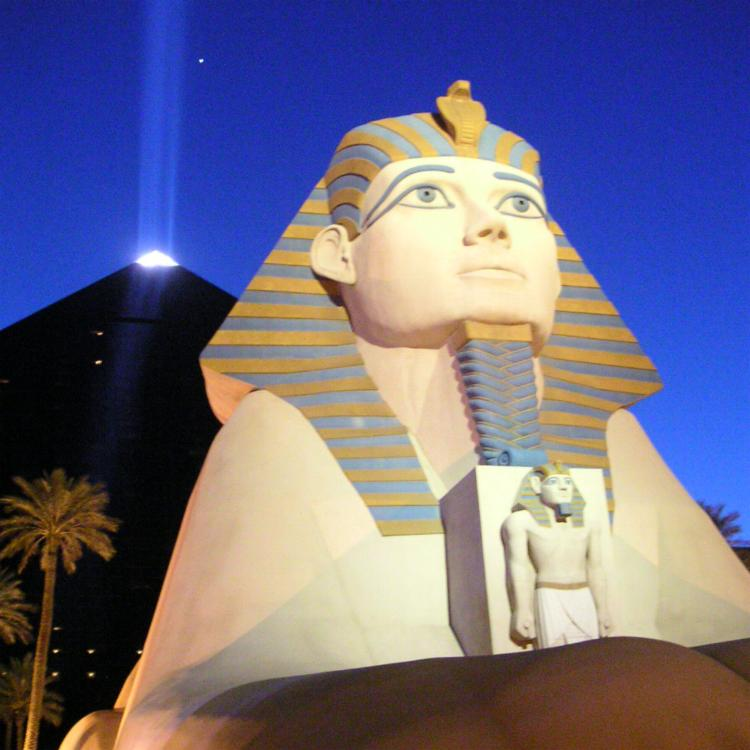
Sfinx bewaakt de ingang
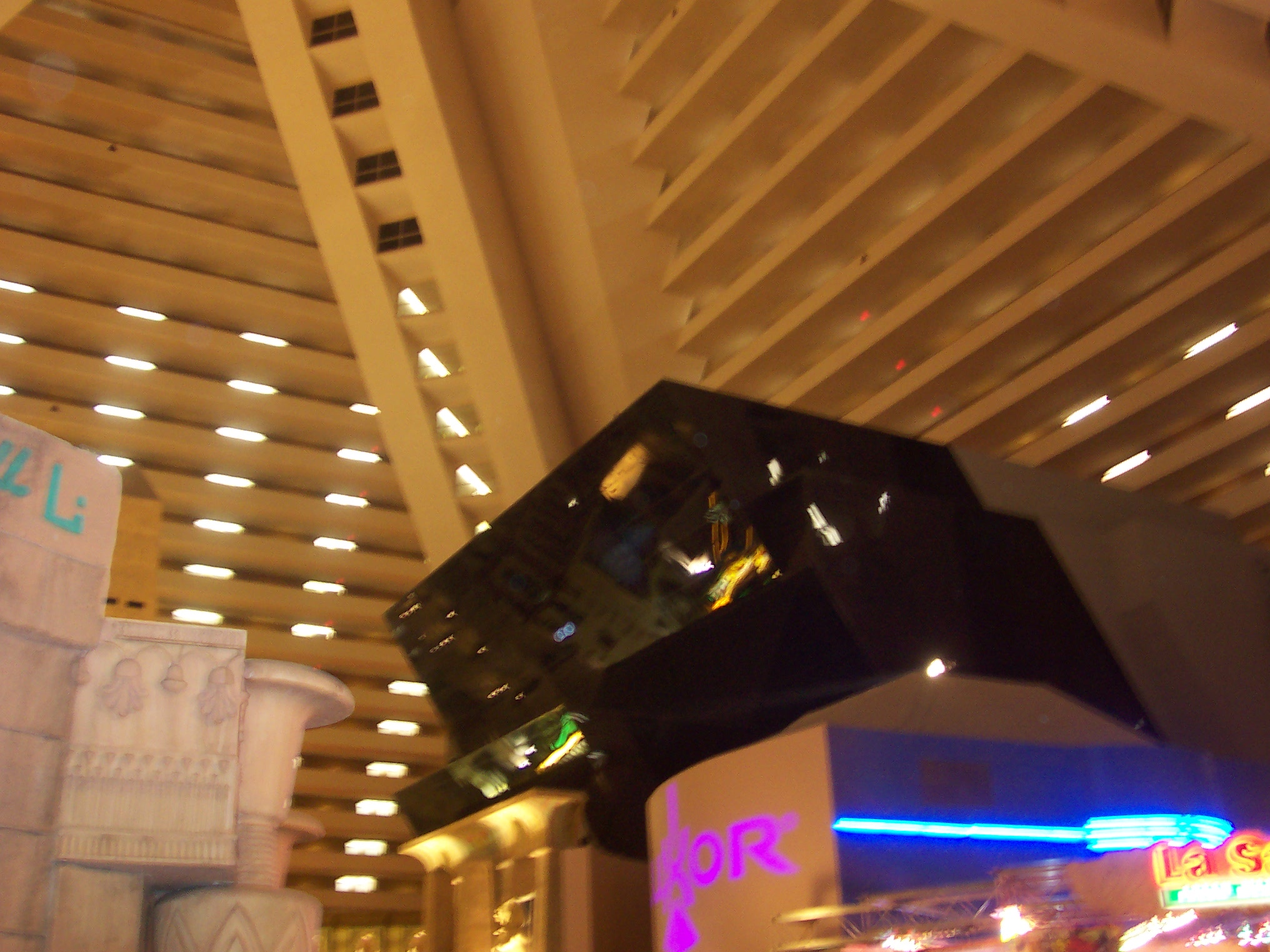
Het Luxor Hotel van binnen
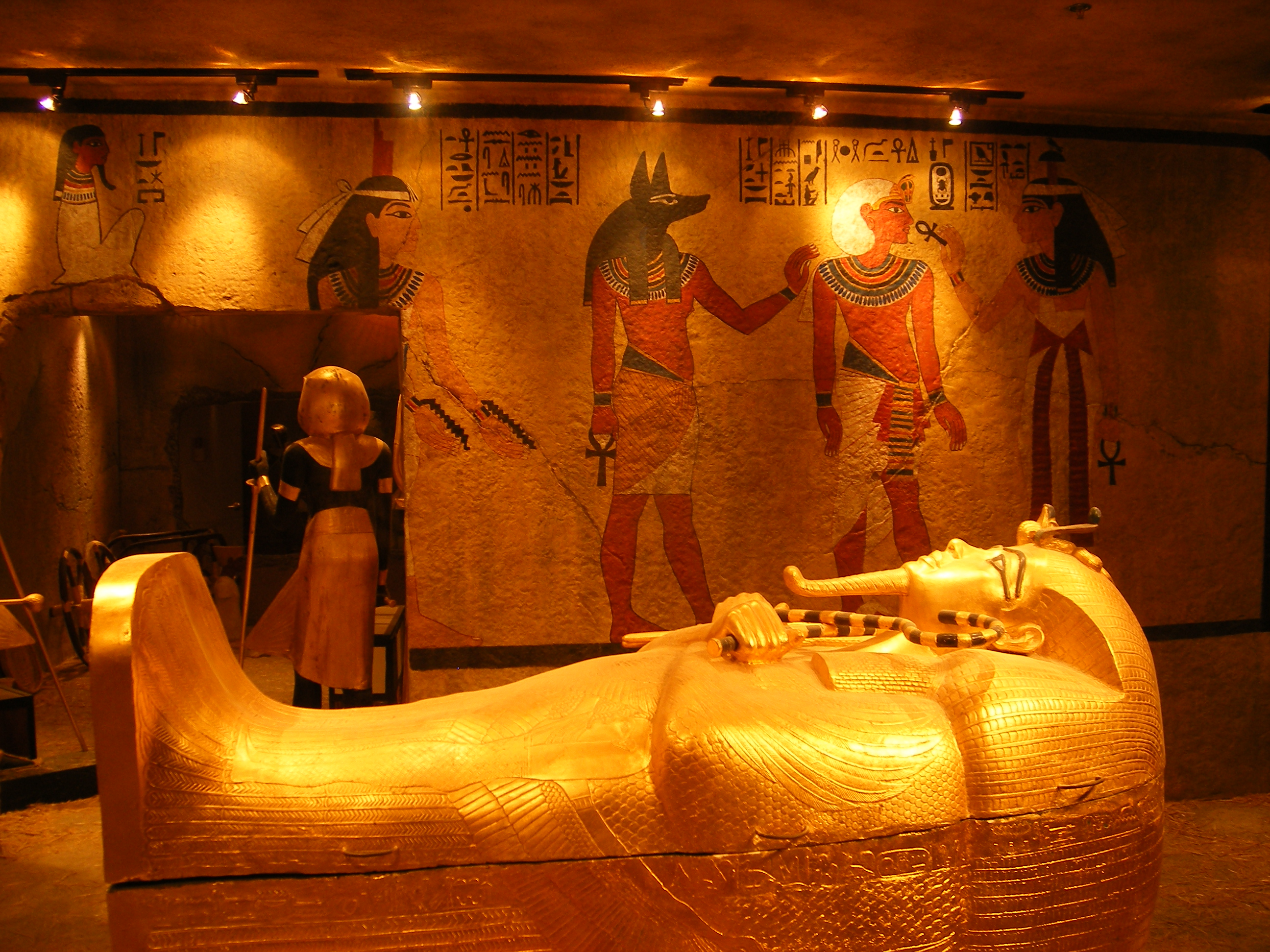
Het nagebouwde graf van Toetanchamon